# Сідзіна (Опольське воєводство)
Сідзіна (пол. Sidzina) — село в Польщі, у гміні Скорошиці Ниського повіту Опольського воєводства.
Населення — 1084 особи (2011).
У 1975-1998 роках село належало до Опольського воєводства.

## Демографія
Демографічна структура станом на 31 березня 2011 року:
|          | Загалом | Допрацездатний вік | Працездатний вік | Постпрацездатний вік |
| -------- | ------- | ------------------ | ---------------- | -------------------- |
| Чоловіки | 544     | 115                | 391              | 38                   |
| Жінки    | 540     | 140                | 304              | 96                   |
| Разом    | 1084    | 255                | 695              | 134                  |